# Morrisound Recording
I Morrisound Recording sono degli studi aperti dai fratelli Jim e Tom Morris nel 1981 a Tampa in Florida, i primi anni furono specializzati in heavy metal, poi lo studio di registrazione si specializzò in thrash metal e poi soprattutto dal 1988 in avanti in death metal, con gran parte degli album prodotti da Scott Burns. Nei Morrisound Recording sono stati registrati molti album importanti per i generi estremi heavy metal, soprattutto thrash metal e death metal. 

## Alcuni album registrati
- Atheist - Piece of Time (1989)
- Atheist - Unquestionable Presence (1991)
- Cancer - Death Shall Rise (1991)
- Cannibal Corpse - Eaten Back to Life (1990)
- Cannibal Corpse - Butchered at Birth (1991)
- Cannibal Corpse - Tomb of the Mutilated (1992)
- Cannibal Corpse - The Bleeding (1994)
- Cannibal Corpse - Vile (1996)
- Cannibal Corpse - Gallery of Suicide (1998)
- Cynic - Focus (1993)
- Death - Leprosy (1988)
- Death - Spiritual Healing (1990)
- Death - Symbolic (1995)
- Deicide - Sacrificial demo (1993)
- Deicide - Deicide (1990)
- Deicide - Legion (1992)
- Deicide - Once Upon the Cross (1995)
- Deicide - Serpents of the Light (1997)
- Deicide - In Torment in Hell (2001)
- Demons & Wizards - Demons & Wizards (2000)
- Demons & Wizards - Touched by the Crimson King (2005)
- Exhorder - Slaughter in the Vatican (1990)
- Iced Earth - Iced Earth (1990)
- Iced Earth - Night of the Stormrider (1991)
- Iced Earth - Burnt Offerings (1995)
- Iced Earth - The Dark Saga (1996)
- Iced Earth - Days of Purgatory (1997)
- Iced Earth - Something Wicked This Way Comes (1998)
- Iced Earth - The Glorious Burden (2004)
- Iced Earth - Dystopia (2011)
- Kamelot - Eternity (1995)
- Kamelot - Dominion (1997)
- Kamelot - Siége Perilous (1998)
- Kreator - Renewal (1992)
- Master - Master (1990)
- Morbid Angel - Altars of Madness (1989)
- Morbid Angel - Blessed Are the Sick (1991)
- Morbid Angel - Covenant (1993)
- Morbid Angel - Formulas Fatal to the Flesh (1998)
- Napalm Death - Harmony Corruption (1990)
- Nocturnus - The Key (1990)
- Nocturnus - Thresholds (1992)
- Obituary - Slowly We Rot (1989)
- Obituary - Cause of Death (1990)
- Obituary - The End Complete (1992)
- Obituary - World Demise (1994)
- Savatage - Sirens (1983)
- Savatage - Edge of Thorns (1993)
- Savatage - Handul of Rain (1994)
- Seven Mary Three - American Standard (1995)
- Seven Mary Three - Orange Ave. (1998)
- Seven Mary Three - The Economy of Sound (2001)
- Sepultura - Arise (1991)
- Six Feet Under - Haunted (1995)
- Six Feet Under - Bringer of Blood (2003)
- Six Feet Under - Death Rituals (2008)
- Steve Morse - The Introduction (1984)
- Trans-Siberian Orchestra
- Warrant

## Indirizzo
Morrisound Recording

12111 N. 56th St.

Tampa, FL 33617

USA